# 1,4-萘醌
1,4-萘醌，或简称萘醌，是一种有机化合物。它是黄色的三斜晶体，具有与对苯醌相似的气味。它在冷水中难溶，在石油醚中微溶，在大多数有机溶剂中易溶。在碱性条件下它呈红棕色。由于它具有芳香族化合物的稳定性，1,4-萘醌的衍生物广泛用于抗菌与抗肿瘤的药物。
很多天然产物中存在1,4-萘醌结构，最重要的有维生素K。

## 制备
萘、1-萘胺、1-萘酚、1,4-氨基萘酚等化合物经过氧化均可得到1,4-萘醌，氧化剂可采用空气、重铬酸钾、重铬酸钠和三氧化铬等。工业上由萘在五氧化二钒催化下氧化制取1,4-萘醌。